# Der Rächer von Los Angeles
Der Rächer von Los Angeles (Originaltitel: Old Los Angeles) ist ein US-amerikanischer Western aus dem Jahr 1948 von Joseph Kane mit Wild Bill Elliott (hier als William Elliott) und John Carroll in den Hauptrollen. Der Film wurde von Republic Pictures produziert.

## Handlung
Los Angeles zur Zeit des kalifornischen Goldrauschs. Der Goldsucher Larry Stockton und sein Freund Miguel werden von Outlaws gezwungen, ihnen den Claim zu überschreiben. Danach werden beide erschossen. Die US-Armee beauftragt Larrys Bruder Bill, einen ehemaligen US-Marshal, mit der Suche nach den Mördern.
Der Saloonbesitzer Luis Savarin gerät in den Verdacht von Bill und seinem Partner Sam Bowie. Nach einer erfolglosen Befragung werden sie von Outlaws angegriffen, von den sie einen töten. Marshal Luckner will die beiden festnehmen, doch Savarin interveniert. In der Folge lernt Bill Savarins Verlobte Marie Marlowe kennen, zudem Johnny Morrell und die Geschwister Tonio und Estelita Del Rey. Bei einem Ausritt zum Las Flores Canyon trifft Bill Marie wieder. Als die beiden sich küssen, werden sie von Diego, der die nahe Goldmine bewacht, verjagt.
Marie erzählt Savarin, dass sie von Bill auf seine Ranch eingeladen wurden. Im Saloon erfährt Morrell von Estelitas Mutter, dass der Las-Flores-Damm angegriffen wurde und dass Viehdiebe die Marando Ranch überfallen haben. Stadtbewohner machen sich auf den Weg, den Damm zu reparieren, geraten dabei aber in einen Hinterhalt. Morrell gilt als der Verantwortliche für den Überfall. Bei der versuchten Festnahme schießt er auf Luckner.
Entgegen Tonios Wunsch schleicht sich Estelita abends aus dem Haus, um Morrell zu treffen. Bill und Sam folgen ihr. Es kommt zu einem Kampf zwischen Bill und Morrell, den Estelita beendet, indem sie Bill ohrfeigt. Später erklärt Bill Marie, dass am Damm eine reiche Goldader sei. Morrell stiehlt Diegos Kleidung und findet unter einem schweren Fels die Goldader. Er wird von Bill, Sam und Tonio an der Mine gestellt. Kurz darauf werden Bill, Sam, Tonio und Morrell von Luckner gefangen genommen. Bill lässt Savarin ausrichten, dass Johnny gefangen ist. Marie enthüllt sich selber als Anführerin der Outlaws. Sie besteigt eine Postkutsche nach Sacramento. Morrell kann Luckners Pistole ergreifen und ihn erschießen. Dann sucht er Savarin auf und tötet auch ihn. Unterdessen folgt Bill der Kutsche und holt sie ein. Marie gesteht, dass sie wusste, dass Savarin das Land, das er verkaufte, gar nicht besaß. Zurück auf der Marando Ranch erklärt Señora Del Rey, dass die Outlaws mit dem Gold entkommen seien. Bill folgt ihnen und kann sie stellen, dabei erschießt er den Outlaw Clyborne. Morrell entkommt erneut und reitet zu Señora Del Rey, die ihn erfreut umarmt. Bill ist Morrell gefolgt, erschießt diesen und versehentlich auch Señora Del Rey. Marie betet um Frieden, um nach Los Angeles zurückkehren zu können.

## Produktion

### Hintergrund
Gedreht wurde der Film auf der Iverson Movie Ranch in Chatsworth sowie in den Republic-Studios in North Hollywood.

### Stab
James W. Sullivan oblag die künstlerische Leitung. John McCarthy Jr. und Charles S. Thompson waren für das Szenenbild zuständig, Adele Palmer für die Kostüme. Verantwortliche Spezialeffekt-Techniker waren die Brüder Theodore und Howard Lydecker. Morton Scott war musikalischer Direktor.

### Besetzung
In kleinen nicht im Abspann erwähnten Nebenrollen traten Rudy Bowman, Franklyn Farnum, Paul Hurst und Chris-Pin Martin auf.

## Veröffentlichung
Die Premiere des Films fand am 25. April 1948 statt. In der Bundesrepublik Deutschland kam er am 21. Juni 1951 in die Kinos, in Österreich bereits 1949.

## Kritiken
Das Lexikon des internationalen Films schrieb: „Kleiner, unaufwendiger Western.“